# نیلگون

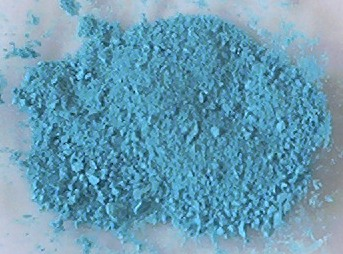
آبی نیلگون

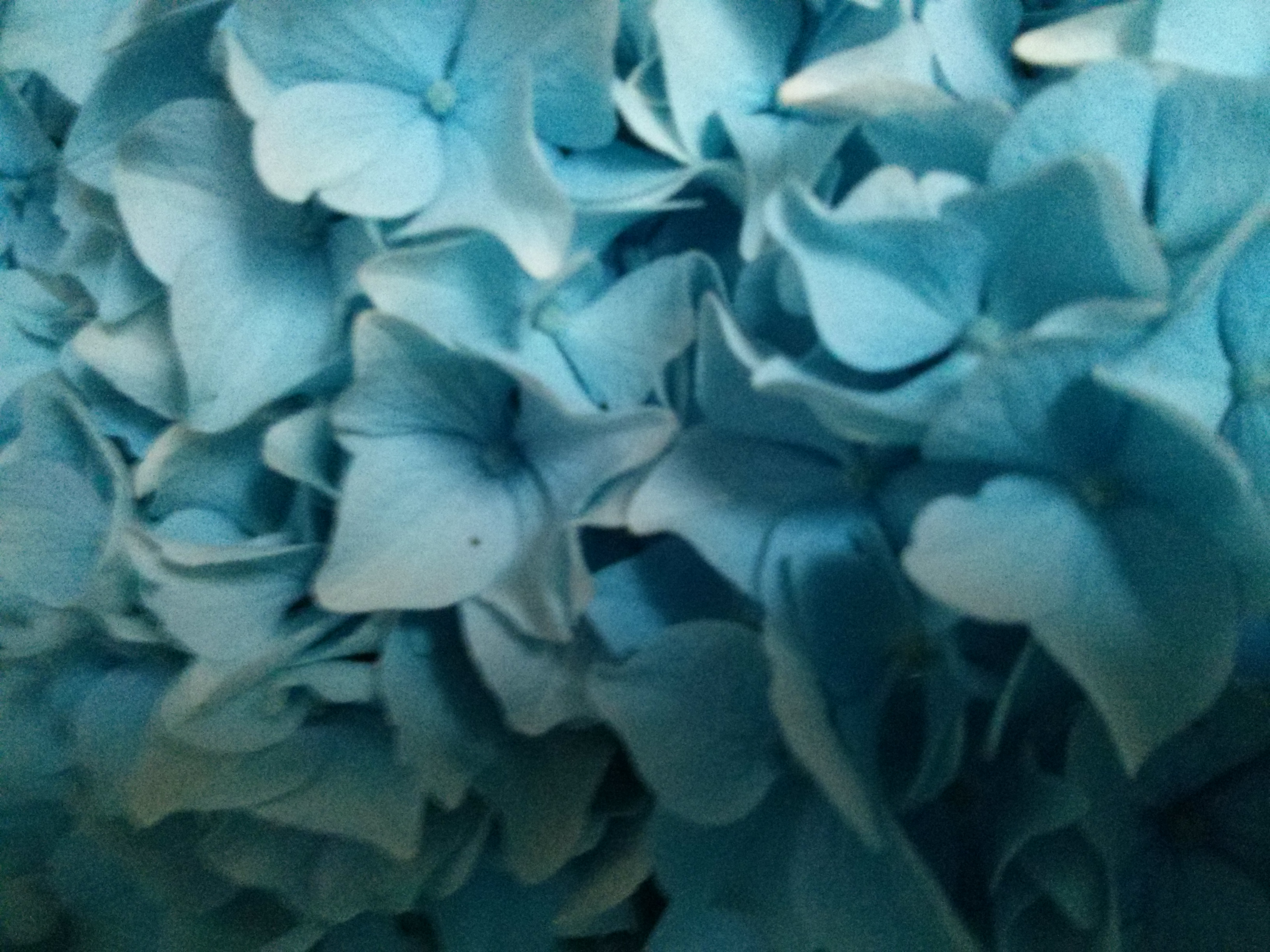
گلهای ادریسی به رنگ نیلگون

آبی نیلگون سایه کم‌رنگ آبی است. مانند بسیاری از رنگ‌ها، هیچ تعریف مطلقی از رنگ دقیق آن وجود ندارد. نوشته اصلی، پودر آبی، در 1650s، به عنوان کاربردهای پودر مینای لاجوردی (شیشه ای کبالت) و در رخت‌شویی و رنگرزی مورد استفاده بود و پس از آن به عنوان نام یک رنگ از ۱۸۹۴ استفاده شد.